# Halte 's-Heer Arendskerke tram
 's-Heer Arendskerke Tram (telegrafische verkorting Hat) is een voormalige halte aan de tramlijn tussen Goes en Wolphaartsdijkse Veer en aan de tramlijn Goes - Hoedekenskerke - Goes van de voormalige Spoorweg-Maatschappij Zuid-Beveland in de provincie Zeeland.
De halte werd geopend op 19 mei 1927 en gesloten op 15 mei 1934.
0: Goes · 2: 's-Heer Hendrikskinderen · 4: 's-Heer Arendskerke tram · 6: Perponcherpolder · 7: Heerenpolder · 8: Wolphaartsdijk · 9: Bijsterweg · 10: Wolphaartsdijkse Veer
0: Goes ·
5: 's-Heer Arendskerke ·
7: Oude Nieuwlandpolder ·
9: Heinkenszand ·
10: Oudelandscheweg ·
11: Nieuwe Kraaijertpolder ·
12: 's-Heerenhoek ·
14: Nieuwdorp ·
15: Borsselsche Dijk ·
17: Borssele ·
20: Borssele Steiger ·
21: Westeindsche Dijk ·
24: Driewegen-Ovezande ·
26: Ellewoutsdijk ·
28: Oudelande ·
30: Baarland ·
32: St. Antoniepolder ·
33: Hoedekenskerke ·
35: Kwadendamme ·
38: Nisse ·
39: 's-Gravenpolder-'s-Heer Abtskerke ·
41: Bosscheweg ·
44: Goes